# Ted Ligety
Theodore Sharp (Ted) Ligety (Salt Lake City, 31 augustus 1984) is een Amerikaans alpineskiër. Hij vertegenwoordigde zijn vaderland op de Olympische Winterspelen 2006, 2010, 2014 en 2018.

## Carrière
Ligety heeft zes Nationale Kampioenschappen in de laatste drie jaar gewonnen, dat brengt hem in de totaalstand van nationale winnaars op de derde plaats, achter de negen titels van Bode Miller en Tiger Shaw.
Ligety maakte zijn debuut als professional in april 2002. In november 2003 nam hij in Park City voor de eerste maal deel aan een wereldbekerwedstrijd. In februari 2004 scoorde de Amerikaan in Kranjska Gora zijn eerste wereldbekerpunten. Op de wereldkampioenschappen alpineskiën 2005 in Bormio eindigde Ligety als twaalfde op de combinatie, op de slalom bereikte hij de finish niet. In februari 2005 behaalde hij in Kranjska Gora zijn eerste toptienklassering in een wereldbekerwedstrijd. Tijdens de Olympische Winterspelen van 2006 in Turijn veroverde de Amerikaan de gouden medaille op de combinatie, daarnaast werd hij gediskwalificeerd op de slalom en wist hij niet te finishen op de reuzenslalom. Op 5 maart 2006 boekte Ligety in Yongpyong zijn eerste overwinning in een wereldbekerwedstrijd. Hij eindigde in 2006 negende in de eindstand van de algemene wereldbeker.
In Åre nam de Amerikaan deel aan de wereldkampioenschappen alpineskiën 2007. Op dit toernooi eindigde hij als vierde op de reuzenslalom en als 31e op de Super G, op zowel de slalom als de supercombinatie bereikte hij de finish niet. In het seizoen 2007/2008 won Ligety de wereldbeker op de reuzenslalom. Gesteund door de goede resultaten op de reuzenslalom werd hij dat jaar ook vijfde in de eindstand van de algemene wereldbeker alpineskiën. Op de wereldkampioenschappen alpineskiën 2009 in Val d'Isère sleepte de Amerikaan de bronzen medaille in de wacht op de reuzenslalom, het enige onderdeel waarop hij reglementair de finishlijn haalde. Tijdens de Olympische Winterspelen van 2010 in Vancouver eindigde Ligety als vijfde op de supercombinatie, als negende op de reuzenslalom en als negentiende op de Super G. Op de slalom bereikte hij de finish niet. In het seizoen 2009/2010 won hij zijn tweede wereldbeker op de reuzenslalom.
In Garmisch-Partenkirchen nam de Amerikaan deel aan de wereldkampioenschappen alpineskiën 2011. Op dit toernooi werd hij wereldkampioen op de reuzenslalom, daarnaast eindigde hij als negentiende op de slalom. Op zowel de supercombinatie als de Super G wist hij niet te finishen. In het seizoen 2010/2011 prolongeerde hij de eindzege in de wereldbeker op de reuzenslalom. Bij de wereldkampioenschappen alpineskiën 2013 in Schladming werd Ligety wereldkampioen op zowel de reuzenslalom, de Super G als de supercombinatie. Ligety is hiermee de eerste alpineskiër die erin slaagde om deze drie onderdelen te winnen op één wereldkampioenschap. In het seizoen 2012/2013 won de Amerikaan voor de vierde maal het eindklassement van de wereldbeker reuzenslalom. Tijdens de Olympische Winterspelen van 2014 in Sotsji veroverde hij de gouden medaille op de reuzenslalom. Daarnaast eindigde hij als twaalfde op de supercombinatie en als veertiende op de Super G, op de slalom bereikte hij de finish niet. Ligety won in het seizoen 2013/2014 het eindklassement in de wereldbeker op de reuzenslalom en de supercombinatie. 
In Beaver Creek nam de Amerikaan deel aan de wereldkampioenschappen alpineskiën 2015. Op dit toernooi prolongeerde hij opnieuw zijn wereldtitel op de reuzenslalom, op de supercombinatie behaalde hij de bronzen medaille. Daarnaast eindigde hij als negende op de Super G en als 21e op slalom. Tijdens de Olympische Winterspelen van 2018 in Pyeongchang eindigde hij als vijfde op de supercombinatie en als vijftiende op de reuzenslalom, op de Super G wist hij niet te finishen.

## Resultaten

### Olympische Spelen
| Jaar | Plaats      | Resultaten                                                     |
| ---- | ----------- | -------------------------------------------------------------- |
| 2006 | Turijn      | Combinatie · DNF Reuzenslalom · DSQ Slalom                     |
| 2010 | Vancouver   | 5e Supercombinatie 9e Reuzenslalom 19e Super G DNF Slalom      |
| 2014 | Sotsji      | Reuzenslalom · 12e Supercombinatie · 14e Super G · DNF2 Slalom |
| 2018 | Pyeongchang | 5e Supercombinatie 15e Reuzenslalom DNF Super G                |

### Wereldkampioenschappen
| Jaar | Plaats                 | Resultaten                                                      |
| ---- | ---------------------- | --------------------------------------------------------------- |
| 2005 | Bormio                 | 12e Combinatie DNF Slalom                                       |
| 2007 | Åre                    | 4e Reuzenslalom 31e Super G DNF Slalom DNF Supercombinatie      |
| 2009 | Val-d'Isère            | Reuzenslalom · DNF Slalom · DNF Super G · DSQ Supercombinatie   |
| 2011 | Garmisch-Partenkirchen | Reuzenslalom · 19e Slalom · DNF1 Super G · DNF2 Supercombinatie |
| 2013 | Schladming             | Reuzenslalom · Super G · Supercombinatie · DNF Slalom           |
| 2015 | Beaver Creek           | Reuzenslalom · Combinatie · 9e Super G · 21e Slalom             |

### Wereldbeker
Eindklasseringen
| Seizoen   | Algm  | AD  | SL  | RS     | SG  | PAR | SC   |
| --------- | ----- | --- | --- | ------ | --- | --- | ---- |
| 2003/2004 | 132e  | -   | 54e | -      | -   |     | -    |
| 2004/2005 | 62e   | -   | 24e | -      | -   |     | -    |
| 2005/2006 | 9e    | -   | 4e  | 12e    | -   |     | 13e  |
| 2006/2007 | 11e   | 35e | 15e | 8e     | -   |     | 11e  |
| 2007/2008 | 5e    | -   | 9e  | Goud   | 40e |     | 7e   |
| 2008/2009 | 9e    | -   | 22e | Brons  | 21e |     | 44e  |
| 2009/2010 | 7e    | -   | 24e | Goud   | 14e |     | 14e  |
| 2010/2011 | 9e    | 58e | 24e | Goud   | 35e |     | 13e  |
| 2011/2012 | 9e    | 47e | 15e | Zilver | 34e |     | 13e  |
| 2012/2013 | Brons | 57e | 19e | Goud   | 7e  |     | -    |
| 2013/2014 | 4e    | 26e | 23e | Goud   | 20e |     | Goud |
| 2014/2015 | 11e   | 58e | 39e | Brons  | 39e |     | 11e  |
| 2015/2016 | 38e   | -   | 49e | 18e    | 25e |     | -    |
| 2016/2017 | 86e   | -   | -   | 27e    | 55e |     | -    |
| 2017/2018 | 40e   | -   | -   | 11e    | -   |     | 21e  |
| 2018/2019 | 51e   | -   | -   | 20e    | 47e |     | 13e  |
| 2019/2020 | 44e   | -   | -   | 19e    | -   | 5e  | -    |

Wereldbekerzeges
| Datum            | Plaats        | Onderdeel       |
| ---------------- | ------------- | --------------- |
| 5 maart 2006     | Yongpyong     | Reuzenslalom    |
| 8 maart 2008     | Kranjska Gora | Reuzenslalom    |
| 14 maart 2008    | Bormio        | Reuzenslalom    |
| 28 februari 2009 | Kranjska Gora | Reuzenslalom    |
| 29 januari 2010  | Kranjska Gora | Reuzenslalom    |
| 5 december 2010  | Beaver Creek  | Reuzenslalom    |
| 11 december 2010 | Val-d'Isère   | Reuzenslalom    |
| 19 december 2010 | Alta Badia    | Reuzenslalom    |
| 23 oktober 2011  | Sölden        | Reuzenslalom    |
| 6 december 2011  | Beaver Creek  | Reuzenslalom    |
| 10 maart 2012    | Kranjska Gora | Reuzenslalom    |
| 28 oktober 2012  | Sölden        | Reuzenslalom    |
| 2 december 2012  | Beaver Creek  | Reuzenslalom    |
| 16 december 2012 | Alta Badia    | Reuzenslalom    |
| 12 januari 2013  | Adelboden     | Reuzenslalom    |
| 9 maart 2013     | Kranjska Gora | Reuzenslalom    |
| 16 maart 2013    | Lenzerheide   | Reuzenslalom    |
| 27 oktober 2013  | Sölden        | Reuzenslalom    |
| 8 december 2013  | Beaver Creek  | Reuzenslalom    |
| 17 januari 2014  | Wengen        | Supercombinatie |
| 1 februari 2014  | Sankt Moritz  | Reuzenslalom    |
| 8 maart 2014     | Kranjska Gora | Reuzenslalom    |
| 15 maart 2014    | Lenzerheide   | Reuzenslalom    |
| 7 december 2014  | Beaver Creek  | Reuzenslalom    |
| 25 oktober 2015  | Sölden        | Reuzenslalom    |